# Мінеральні ресурси України
Мінера́льні ресу́рси Украї́ни (рос. минеральные ресурсы Украины, англ. mineral resources of Ukraine; нім. Mineralvorräte m pl der Ukraine, Mineralressourcen f pl der Ukraine) — сукупність запасів корисних копалин у надрах України.
Включають:
1. Горючі корисні копалини — газоподібні (природний газ, гелій, етан, пропан, бутан, метан вугільних родовищ), рідкі (нафта, газовий конденсат), тверді (вугілля буре, вугілля кам'яне, торф, сапропель, горючі сланці);
2. Металічні (залізо, манґан, алюміній, нікель, свинець, цинк, титан);
3. Рідкіснометалічні руди (берилій, ванадій, гафній, кадмій, кобальт, літій, ніобій, тантал, ртуть, стронцій, цирконій);

1. Руди дорогоцінних металів (золото, срібло);
2. Руди розсіяних елементів (ґерманій, скандій, ітрієві лантаноїди);
3. Руди радіоактивних металів (уран);
4. Неметалічні корисні копалини (апатит, барит, бром, карбонати, крейда, калійна сіль, кам'яна сіль, магнієва сіль, сірка, фосфорити, абразиви, бітум, бурштин, глини, графіт, каолін, озокерит, онікс, польовий шпат, пегматит, п'єзокварц, родоніт, цеоліти, вапняк, доломіт, кварцит, магнезит, пісок, плавиковий шпат, ставроліт, флуор, гіпс, виробне каміння, облицювальне каміння, мергель, перліт, туфи і т. д.).
5. Підземні води (прісні, мінеральні, промислові, термальні).